# Thomas Wydler
Thomas Wydler (9 oktober 1959) is een Zwitserse muzikant die vooral bekend staat als kernlid van Nick Cave and the Bad Seeds, waarvan hij sinds 1985 drummer is. 
Voordat hij bij zich aansloot bij deze band was hij lid van de experimentele Duitse groep Die Haut. 
Wydler speelde mee op bijna elk Bad Seeds-album en maakte zijn debuut op het derde album, Kicking Against The Pricks (1986). Na het vertrek van oprichter Mick Harvey in januari 2009 werd Wydler het langstzittende lid van de Bad Seeds, afgezien van zanger Nick Cave.
Wydler was de enige drummer van de band totdat Jim Sclavunos in 1994 toetrad. Wydler speelt over het algemeen een standaard drumstel, terwijl Sclavunos een verscheidenheid aan extra percussie bespeelt (bijvoorbeeld vibrafoon, maraca, koebel, buisklokken), maar af en toe is dit omgekeerd en soms zijn beide mannen conventionele drums naast elkaar bespelen. 
Vanwege gezondheidsproblemen toerde Wydler vanaf ongeveer 2013 niet meer met de band, maar hij bleef lid van de groep en heeft sindsdien bijgedragen aan alle studioalbums. Oprichter van de Bad Seeds Barry Adamson voegde zich in deze periode tijdelijk weer bij de groep als drummer, aangezien veel van de nieuwere nummers van de band waren gearrangeerd voor twee percussionisten. Wydler voegde zich in 2017 weer bij de Bad Seeds en ging weer mee op tournee.
Wydler heeft meegezongen op het album Murder Ballads en zingt een couplet in het nummer "Death is not the end".